# Calvari i Ermita d'Artana
El Calvari i l'ermita del Crist del Calvari d'Artana, comarca de la Plana Baixa, és un lloc de culte catòlic situat en la pujada al castell de l'esmentat municipi. Datat del segle xviii, presenta una declaració genèrica com Bé de Rellevància Local segons la Disposició Addicional Cinquena de la Llei 5/2007, de 9 de febrer, de la Generalitat, de modificació de la Llei 4/1998, d'11 de juny, del Patrimoni Cultural Valencià (DOCV Núm. 5.449 / 13/02/2007), amb codi identificatiu com a Patrimoni de la Generalitat Valenciana nombre: 12.06.016-004.
Es tracta d'un conjunt format per un camí que fa zigues-zagues, en el qual se situen els casalicis de les estacions del Via Crucis, que té estacions en la pròpia ermita, la qual alberga la XII estació. A més de les estacions del Via crucis, la pujada al calvari té casalicis amb els Set Dolors de Maria, i a l'esplanada on se situa l'ermita es va erigir, després de la guerra civil, una creu dels caiguts, en honor dels combatents morts del bàndol nacional

## Descripció històric-artística
L'ermita, que es va construir al segle xviii, ja va ser reformada durant el segle xx, la qual cosa fa que tingui en l'actualitat un bon estat de conservació.
El calvari s'estén al llarg de la pujada fins al cim del monticle on se situa l'ermita, seguint el camí que porta fins al castell, les restes del qual es poden observar des de l'esplanada on s'eleva l'ermita del Crist del Calvari.
El temple és de reduïdes dimensions, totalment emblanquinat en el seu exterior, deixant a la vista els Carreus que reforcen les cantonades de part de la planta de l'ermita i de la zona del cimbori quadrat en el qual es recolza la cúpula, campaniforme, rematada en teules blaves cristal·litzades, que té una creu en la seva part més elevada.
L'accés al temple es fa a través d'una senzilla porta de fusta, amb llinda i espiells, que permeten veure l'altar major quan l'ermita roman tancada; situada en un porxo davanter obert amb tres arcs de mig punt, al que s'accedeix pujant dos graons.
A l'interior es troba la imatge del Crist del Calvari que dona nom a l'ermita.
La festa del Crist del Calvari se celebra el primer diumenge després de Pasqua, i durant la festivitat la imatge del Crist es trasllada en processó de l'ermita a l'església parroquial d'Artana, acabant les festes amb la pujada de la imatge a l'ermita.